# Хучжоу
Хучжоу (спрощ.: 湖州; піньїнь: Húzhōu) — міський округ у китайській провінції Чжецзян.

## Географія
Розташований на південному березі озера Тайху.

### Клімат
Місто знаходиться у зоні, котра характеризується вологим субтропічним кліматом. Найтепліший місяць — липень із середньою температурою 28.6 °C (83.5 °F). Найхолодніший місяць — січень, із середньою температурою 3.7 °С (38.7 °F).
| Клімат Хучжоу           | Клімат Хучжоу | Клімат Хучжоу | Клімат Хучжоу | Клімат Хучжоу | Клімат Хучжоу | Клімат Хучжоу | Клімат Хучжоу | Клімат Хучжоу | Клімат Хучжоу | Клімат Хучжоу | Клімат Хучжоу | Клімат Хучжоу | Клімат Хучжоу |
| Показник                | Січ.          | Лют.          | Бер.          | Квіт.         | Трав.         | Черв.         | Лип.          | Серп.         | Вер.          | Жовт.         | Лист.         | Груд.         | Рік           |
| Середня температура, °C | 3,7           | 4,8           | 9,1           | 15,2          | 20,4          | 24,3          | 28,6          | 28,1          | 23,4          | 17,9          | 12,1          | 6             | 16,1          |
| Норма опадів, мм        | 44.6          | 66.8          | 91.4          | 108.2         | 121.6         | 169.9         | 135           | 129.7         | 136.3         | 64.1          | 51.7          | 38.2          | 1157.5        |
| Днів з опадами          | 11,4          | 12,8          | 14,7          | 15,3          | 15            | 13,9          | 12,1          | 12,1          | 13,1          | 11,9          | 11,4          | 10,9          | 154,6         |
| Вологість повітря, %    | 74.6          | 76.6          | 77.2          | 77.7          | 78            | 81.2          | 80.2          | 80            | 81.6          | 78.8          | 76.4          | 74            | 78            |
| ----------------------- | ------------- | ------------- | ------------- | ------------- | ------------- | ------------- | ------------- | ------------- | ------------- | ------------- | ------------- | ------------- | ------------- |
| Джерело: Weatherbase    |               |               |               |               |               |               |               |               |               |               |               |               |               |

## Адміністративний поділ
Міський округ поділяється на 2 райони й 3 повіти:
| Карта                             | Карта    | Карта    | Карта            |
| --------------------------------- | -------- | -------- | ---------------- |
| Усін Наньсюнь Децін Чансін Аньцзі |          |          |                  |
| Статус                            | Назва    | Оригінал | Населення (2020) |
| Міський район                     | Усін     | 吴兴区   | 1 015 937        |
| Міський район                     | Наньсюнь | 南浔区   | 542 889          |
| Повіт                             | Чансін   | 长兴县   | 673 776          |
| Повіт                             | Децін    | 德清县   | 548 568          |
| Повіт                             | Аньцзі   | 安吉县   | 586 409          |

## Історія
У кінці XIX, на початку XX століть, у Хучжоу розташовувалась велика бібліотека Бі сун лоу.